# بطولة الأمم الخمس 1949
بطولة الأمم الخمسة 1949 (بالإنجليزية: 1949 Five Nations Championship)‏ هو الموسم 55 من  بطولة الأمم الخمسة. كان عدد الأندية المشاركة فيه  5، وفاز فيه منتخب أيرلندا الوطني لاتحاد الرغبي.